# Быков (Яворовский район)
Бы́ков (укр. Биків) — село в Шегининской сельской общине Яворовского района Львовской области Украины.
Население по переписи 2001 года составляло 183 человека. Занимает площадь 1,143 км². Почтовый индекс — 81321. Телефонный код — 3234.

## Известные уроженцы
- Тысовский, Александр (1886—1968) — украинский педагог, основоположник и организатор скаутской организации «Пласт».